# 板取川電気
板取川電気株式会社（いたどりがわでんき かぶしきがいしゃ）は、明治末期から大正にかけて存在した日本の電力会社である。中部電力パワーグリッド管内にかつて存在した事業者の一つ。
現在の岐阜県美濃市にあった電力会社で、社名にある板取川に水力発電所を建設して同市と関市を中心に電気を供給した。加えて周辺地域にも複数の系列電力会社を持ち、その供給区域は一部愛知県にもまたがった。1921年（大正10年）に傘下の2社とともに愛知県の名古屋電灯（後の東邦電力）に合併された。
本項目では、傘下企業の一つで現在の愛知県犬山市にあった尾北電気株式会社（びほくでんき）についても記述する。

## 沿革

### 設立と開業

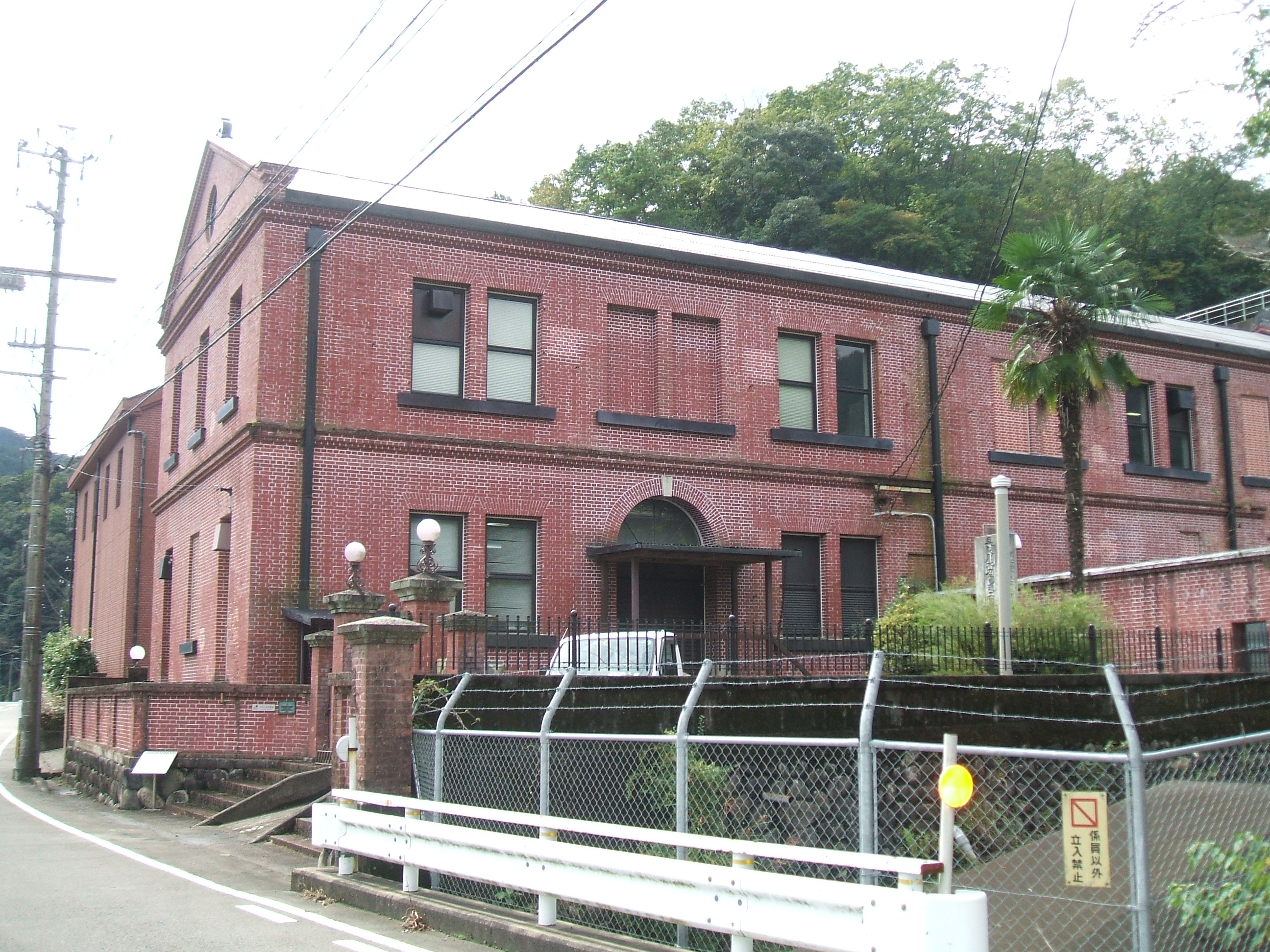
名古屋電灯が建設した長良川発電所旧建屋

板取川電気の創業者は武藤助右衛門（19代目、1859 - 1925年）という美濃町の実業家である。武藤家は小倉山城築城より続く旧家で、金物商（元は鍛冶屋）を家業とする。武藤助右衛門は家業の傍ら、1902年（明治35年）に奥濃鉱業という会社を設立し、郡上郡にて畑佐鉱山（銀・銅を産出）の経営を始める。鉱山では吉田川に出力100キロワットの水力発電所を設置し、坑内の照明や鉱石運搬索道の動力源に利用した。鉱山経営の中で武藤は電気事業の重要性に着目し、事業視察のため各地を訪れるようになった。こうした中、名古屋市の電力会社名古屋電灯が長良川の水利権を1907年（明治40年）に取得し、美濃町に近い洲原村大字立花（現・美濃市立花）にて長良川発電所（出力4200キロワット）を建設、1910年（明治43年）3月より名古屋方面への送電を開始した。
名古屋電灯は発電所地元への供給を一切行わなかったことから、武藤は長良川発電所建設を機に地元への電気供給を目指してほとんど独力で電力会社を立ち上げることとなった。この結果設立されたのが板取川電気であり、1909年（明治42年）2月1日に事業許可を得て、同年7月25日に創立総会が開かれるに至った。設立時の資本金は6万円。社長には武藤助右衛門が自ら就任した。板取川電気の発電所（第一発電所）は長良川支流の板取川から取水するもので、安曽野村大字安毛（現・美濃市安毛）に建設。イギリス製の水車と発電機（出力300キロワット、三相交流・周波数60ヘルツ）を設置し、1910年11月に竣工した。逓信省の資料によると開業は同年12月1日付で、当初の供給区域は美濃町と関町・吉田村（現・関市）であった。
板取川電気の開業により、電灯の利用だけではなく、精米・精麦の用途で電動機が利用されるなど電気の普及が進んだ。加えて1911年（明治44年）2月に美濃電気軌道によって美濃町から岐阜市内へと至る電気鉄道（後の名鉄美濃町線）が開通すると、同線への給電も板取川電気が担った。開通当初、同線への電力供給は100キロワットであった（他に岐阜市側の岐阜電気も100キロワット供給した）。

### 事業の拡大

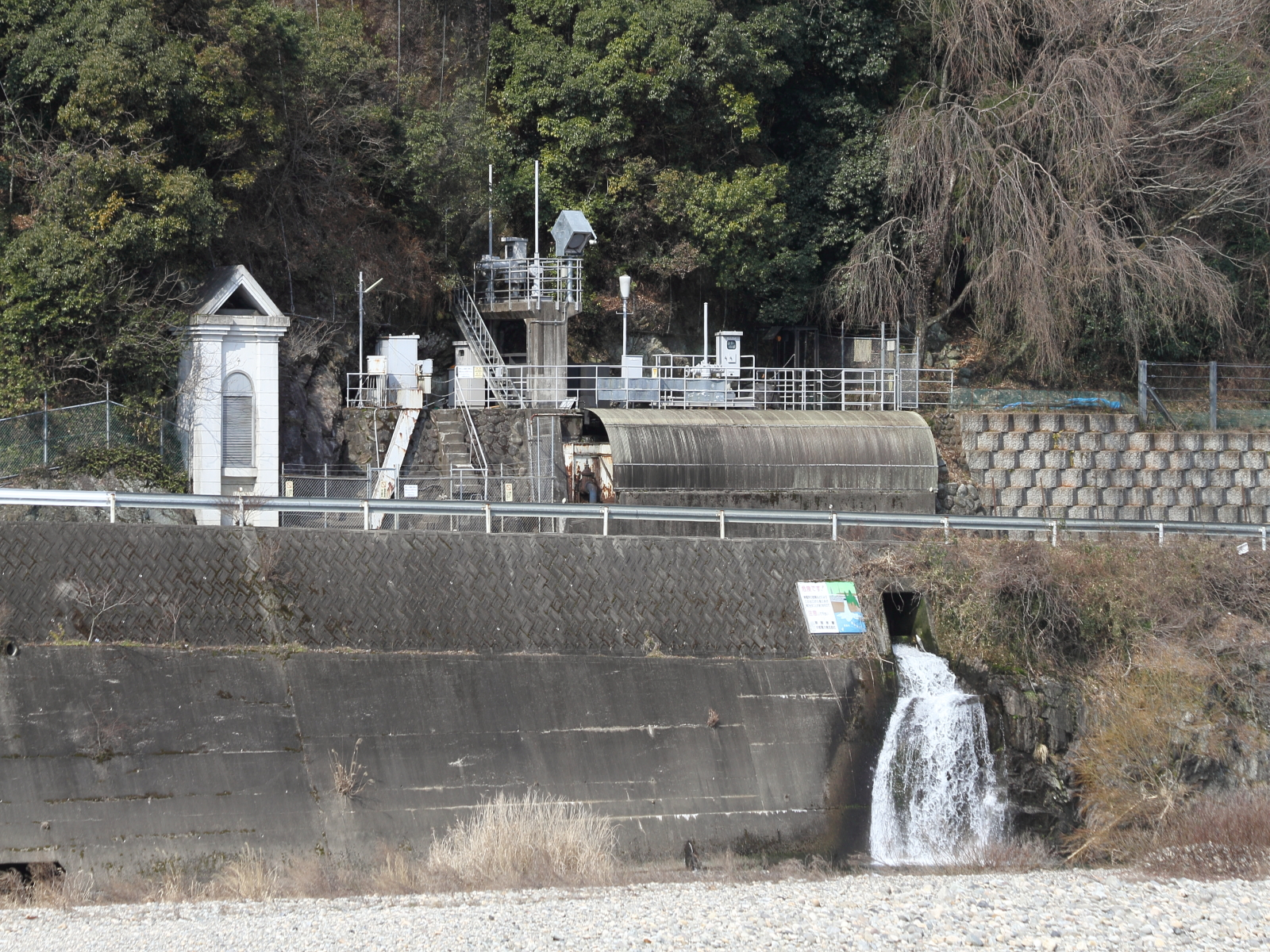
長良川の対岸から撮影した井ノ面発電所（2014年）

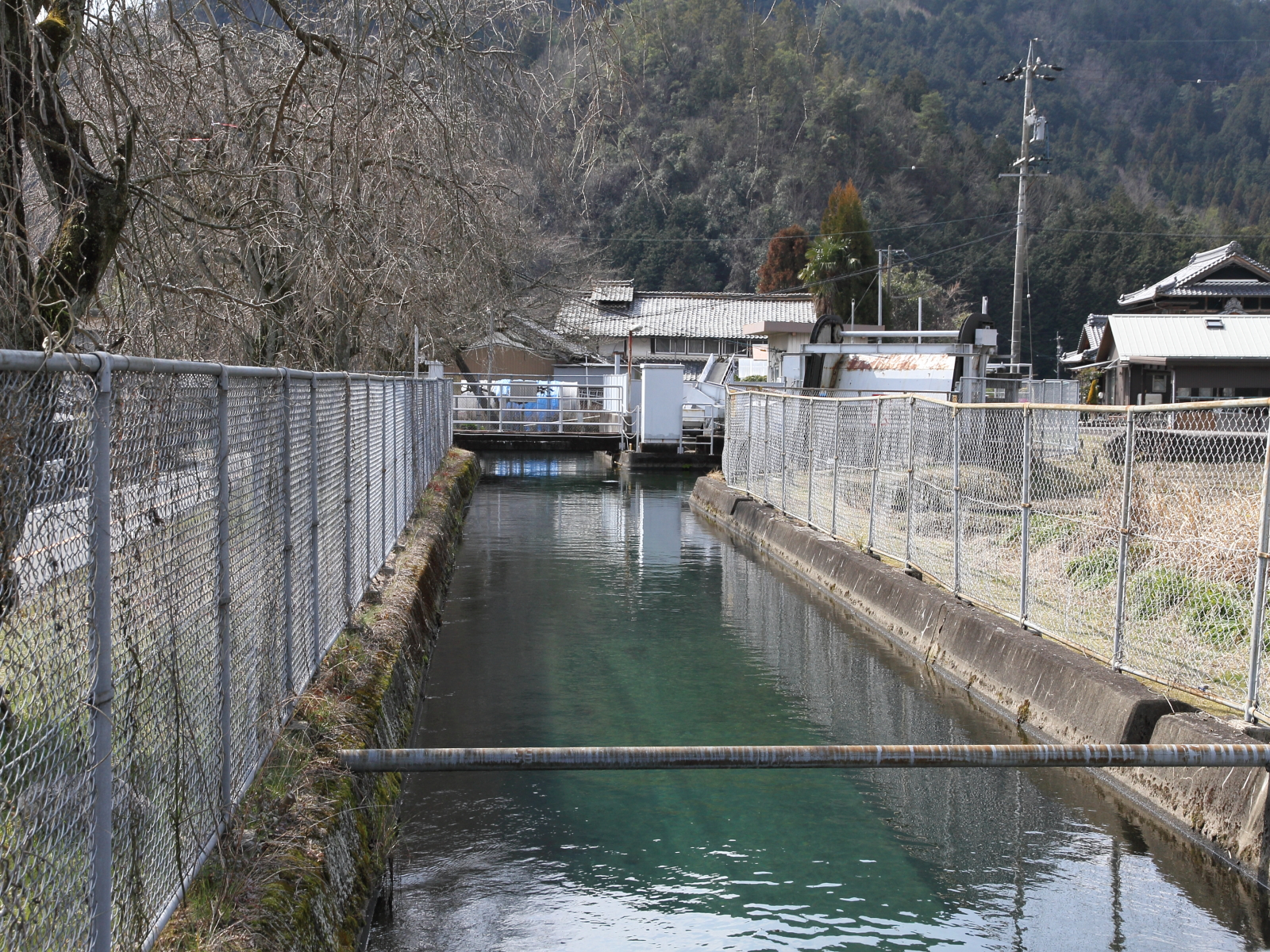
井ノ面発電所の水路。分岐を右手に進むと発電所がある。分岐を直進した場所に旧第一（抜戸）発電所があった。

1913年（大正2年）になって、板取川電気では第二発電所（井ノ面＜いのも＞発電所）の建設に着手した。既設第一発電所にて水路に土砂が堆積し発電所出力が減退するという問題が発生したためで、水路の途中から分水して落差をさらに大きく取った発電所を下流側に建設することとなった。同発電所は1914年（大正3年）1月に竣工。設備はドイツ・シーメンス製の水車および発電機各1台で、地形上建屋を置く空間がないため長良川沿いの崖を開削してその中に機械室を設けている（地中式発電所）。発電力は第一・第二発電所をあわせて413キロワットとなった。
この第二発電所を建設した1914年時点では、資本金は設立以来2度の増資があって30万円になっており、電灯数は6550灯、動力用電力供給は150馬力であった。加えて中濃電気・可児川電気・犬山電灯という3社の系列会社を持っていた。3社のうち中濃電気株式会社は加茂郡太田町（現・美濃加茂市）の会社で、資本金は5万円。社長は吉田村の吉田常三郎で、武藤助右衛門も取締役に名を連ねる。同社は1913年1月10日に事業許可を得、同年2月5日に会社設立、7月12日に開業した。1916年（大正5年）8月1日、板取川電気はこの中濃電気を合併し、太田町に太田出張所を置いた。
板取川電気の資本金は上記中濃電気の合併で35万円となったのち、1917年（大正6年）の15万円増資、1919年（大正8年）の50万円増資を経て、最終的に100万円となっている。
1918年（大正7年）6月22日、美濃電化株式会社が設立された。同社は板取川電気と同じく美濃町にあり、資本金は100万円、社長は武藤助右衛門であった。同社によって翌1919年10月に、出力1,235キロワットの白谷発電所が運転を開始する。発電所は板取川上流の板取村（現・関市）にあり、美濃町のカーバイド（炭化カルシウム）工場へと電力を供給した。また板取川電気でも美濃電化から電力供給を受けた（1919年末時点では230キロワット）。1920年（大正9年）4月1日、美濃電化は美濃電化肥料（同年1月28日設立・資本金200万円）を合併し、資本金を200万円増加するとともに社名を同名に改めた。

### 尾北電気の設立
先述の通り、板取川電気は1914年の時点で後に合併する中濃電気のほかにも可児川電気・犬山電灯という系列会社を持っていた。この2社は1918年3月1日に新設合併により統合、尾北電気株式会社（びほくでんき）となった。
前身のうち可児川電気は岐阜県可児郡御嵩町の会社で、板取川電気の支援により1912年（明治45年）3月20日に設立。社長は武藤助右衛門で、ほかの役員には御嵩町など地元の人物が名を連ねていた。資本金は設立時5万円、1913年の増資以降は10万円。逓信省の資料によると開業は1913年4月1日付で、御嵩町など可児郡の町村を供給区域とした。供給する電気は家庭の電灯のみならず可児郡で盛んであった亜炭採掘時の排水作業にも用いられた。発電所は上之郷村大字美佐野（現・御嵩町美佐野）の可児川支流津橋川に設置（美佐野発電所、出力60キロワット）。上流に堰堤を設置して貯水池を作っていたが、1915年（大正4年）8月10日、豪雨により貯水池が決壊して下流の田畑が浸水し1名が死亡するという事故を起こした。復旧と補償により経営が悪化したため板取川電気から経営支援を受け、1917年6月には本社を美濃町に移した。
一方犬山電灯は愛知県丹羽郡犬山町（現・犬山市）の会社で、1912年1月15日に設立。資本金は5万円（1916年6月5万円増資）。社長は犬山町の林春太郎で、取締役には武藤助右衛門も名を連ねる。逓信省の資料によると開業は1912年10月8日で、犬山町などを供給区域とし、自社発電所を持たず名古屋電灯からの受電を電源としていた。当時名古屋電灯は長良川発電所や八百津発電所といった大型発電所建設のため販路を拡大しており、犬山電灯や一宮電気、稲沢電気などが名古屋電灯からの受電を始めている。
可児川電気・犬山電灯の合併で新設された尾北電気は本社を犬山町に構え、資本金は当初30万円であった。次いで尾北電気は1920年11月30日、神淵川電気株式会社を合併し、資本金を70万円増の100万円とした。同社は美濃町の会社で、資本金35万円にて1919年8月10日に設立。岐阜県武儀郡上麻生村字本郷（現・七宗町上麻生）に飛騨川支流神淵川を用いる神淵川発電所（出力160キロワット）を建設し、1920年8月に竣工させていた。

### 名古屋電灯への合併
1920年代に入ると、名古屋電灯が周辺事業者の合併を積極化するようになり、1920年（大正9年）にまず愛知県一宮市の一宮電気を合併し、翌1921年（大正10年）2月岐阜電気、4月には愛知県豊橋市の豊橋電気を合併した。そして1921年8月、名古屋電灯は板取川電気・尾北電気・美濃電化肥料の3社の合併に踏み切った。合併は名古屋電灯を存続会社とし、3社を合併に伴い解散するというもので、その合併条件は以下の通りであった。
板取川電気
板取川電気は合併契約時、資本金100万円・払込額70万円（額面50円払込済1万株・20円払込1万株）であったが、合併成立までに株金を徴収して払込額を75万円に増額する。その上で、板取川電気の株主に対して持株1株につき名古屋電灯の同額払込株式を0.97株の割合で交付する。
尾北電気
合併時の資本金は100万円・払込額40万円（額面50円払込済3000株・25円払込3000株・12円50銭払込1万4000株）。全2万株のうち8000株を板取川電気が保有しており、それ以外の1万2000株についてその株主に対して持株1株につき名古屋電灯の同額払込株式を1.05株の割合で交付する。
美濃電化肥料
合併時の資本金は300万円・払込額100万円（25円払込2万株・12円50銭払込4万株）。全6万株のうち1万7000株を板取川電気が保有しており、それ以外の4万3000株についてその株主に対して持株1株につき名古屋電灯の同額払込株式を0.515株の割合で交付する。
一連の合併に伴う名古屋電灯の増資額は270万7250円。
合併手続きは、1921年3月25日名古屋電灯株主総会における合併決議、同年8月2日逓信省による合併認可、8月21日名古屋電灯における合併報告総会、という順で完了し、21日をもって被合併3社は解散した。合併直後の1921年10月、名古屋電灯は奈良県の関西水力電気と合併し、翌1922年（大正11年）には九州の九州電灯鉄道などを合併して、中京・関西・九州にまたがる大電力会社東邦電力となっている。
名古屋電灯への合併直前にあたる1921年6月末時点において、供給区域は板取川電気が美濃町・関町ほか29町村、尾北電気が犬山町ほか24町村であった（詳細は下記#供給区域参照）。また1919年末時点における逓信省の統計によると、電灯供給実績は板取川電気が需要家9,085戸・取付灯数1万5,291灯、尾北電気が需要家6,901戸・取付灯数1万2,396灯（いずれも休灯中・臨時灯を除く）、電力供給実績は板取川電気が434.6キロワット、尾北電気が176.9キロワットであった。
なお美濃電化肥料が経営していた美濃町のカーバイド工場も名古屋電灯の兼業となった。その後1923年（大正12年）1月に電気興業所への経営委託となり、同社が東邦電力から土地建物一切を借用し美濃町工場（カーバイド電気炉1台設置）として経営していたが、1939年（昭和14年）8月に揖斐川電気（現・イビデン）が他の工場を含む電気興業所の事業一切を買収した。工場の閉鎖時期は不明。

### 年表
- 1909年（明治42年）2月1日 - 電気事業経営許可[8]。
- 1909年（明治42年）7月25日 - 板取川電気株式会社設立[1][4]。
- 1910年（明治43年）11月23日 - 板取川電気第一発電所（抜戸発電所）竣工[4]。
- 1910年（明治43年）12月1日 - 板取川電気開業[8]。
- 1912年（明治45年）1月15日 - 犬山電灯株式会社設立[34]。
- 1912年（明治45年）3月20日 - 可児川電気株式会社設立[30][31]。
- 1913年（大正2年）2月5日 - 中濃電気株式会社設立[16]。
- 1914年（大正3年）1月 - 板取川電気第二発電所（井ノ面発電所）竣工[11]。
- 1916年（大正5年）8月1日 - 中濃電気は板取川電気に合併[14][17]。
- 1918年（大正7年）3月1日 - 可児川電気・犬山電灯が合併し尾北電気株式会社設立[29][26]。
- 1918年（大正7年）6月22日 - 美濃電化株式会社（後の美濃電化肥料）設立[20][25]。
- 1919年（大正8年）8月10日 - 神淵川電気株式会社設立[39]。
- 1919年（大正8年）10月 - 美濃電化により白谷発電所運転開始[7]。
- 1920年（大正9年）8月 - 神淵川電気により神淵川発電所竣工[40]。
- 1920年（大正9年）11月30日 - 尾北電気が神淵川電気を合併[38]。
- 1921年（大正10年）8月21日 - 名古屋電灯が板取川電気・尾北電気・美濃電化肥料を合併[52][44]、被合併3社は解散[2][27]。

## 供給区域

### 板取川電気
名古屋電灯への合併直前、1921年6月末時点における板取川電気の電灯・電力供給区域は以下に示す岐阜県下5町26村であった。
| 武儀郡 （2町15村） | 美濃町・安曽野村・下牧村・上牧村・中有知村（一部）・藍見村・大矢田村（現・美濃市）、 関町・吉田村・倉知村・瀬尻村・下有知村・南武芸村・東武芸村・洞戸村・板取村（現・関市）、 西武芸村（現・山県市） |
| 加茂郡 （3町7村）  | 太田町・古井村・下米田村・加茂野村（現・美濃加茂市）、 富田村（現・富加町）、富岡村（現・富加町・関市）、田原村（現・関市）、 坂祝村（現・坂祝町）、 川辺町、下麻生町（現・川辺町・七宗町）          |
| 山県郡 （4村）     | 保戸島村（現・関市）、 山県郡・春近村・厳美村（現・岐阜市） |

### 尾北電気
同じく1921年6月末時点における尾北電気の電灯・電力供給区域は以下に示す愛知・岐阜両県下5町20村であった。
| 愛知県 | 丹羽郡 （2町5村）  | 犬山町（一部）・城東村・池野村・羽黒村・楽田村（現・犬山市）、 扶桑村（現・扶桑町）、 古知野町（一部）（現・江南市）                                                                   |
| 愛知県 | 葉栗郡 （1村）     | 草井村（現・江南市） |
| 岐阜県 | 可児郡 （3町11村） | 御嵩町・上之郷村・中村・伏見村（現・御嵩町）、 錦津村（現・八百津町）、 今渡町・広見村・平牧村・久々利村・土田村・春里村・帷子村・兼山町（現・可児市）、姫治村（現・可児市・多治見市） |
| 岐阜県 | 加茂郡 （2村）     | 和知村（現・美濃加茂市・八百津町）、 上米田村（現・川辺町） |
| 岐阜県 | 武儀郡 （1村）     | 上麻生村（一部）（現・加茂郡七宗町） |